# Kubuś Puchatek i rozbrykany Tygrys
Kubuś Puchatek i rozbrykany Tygrys (ang. Winnie the Pooh and Tigger Too!) – amerykański krótkometrażowy film animowany z 1974 roku w reżyserii Johna Lounsbery’ego i produkcji Wolfganga Reithermana na podst. rozdziałów 4. i 7. powieści dla dzieci Chatka Puchatka A.A. Milne’a z elementami rozdziału 3. Kubusia Puchatka tego samego autora.

## Fabuła
Brykanie Tygrysa na innych irytuje Królika, więc wraz z Kubusiem i Prosiaczkiem planuje dać mu nauczkę. Zaprowadzają Tygrysa w nieznany mu rejon Stumilowego Lasu, by tam zostawić go na jakiś czas i przyjść jak stanie się potulny. Po zgubieniu go jednak sami się gubią z powodu mgły. W końcu Królik zamierza szukać drogi na własną rękę. Ostatecznie Kubuś i Prosiaczek sami znajdują wyjście z lasu, gdy zagubiony Królik wpada w panikę. Niczego nie podejrzewający Tygrys odnajduje Królika i wyjaśnia mu, że tygrysy nigdy się nie gubią. Wedle słów narratora to Królik, załamany niepowodzeniem swego planu, staje się potulny po wyjściu z lasu.
Zimą Tygrys i Maleństwo, podczas wspólnego brykania, wskakują na najwyższe drzewo. Maleństwo dobrze się bawi, lecz Tygrys boi się zejść. Tymczasem Kubuś i Prosiaczek badają nieznane ślady, nie wiedząc że należą do nich samych. Dostrzegają Tygrysa na drzewie biorąc go początkowo za Jagulara. Wkrótce przybywa Krzyś z Kangurzycą i Królikiem. Maleństwo bez problemu schodzi, ale Tygrysa wciąż paraliżuje strach i przyrzeka, że nigdy więcej nie bryknie. Używając swych zdolności, narrator pomaga mu zejść. Królik z radością przypomina Tygrysowi o jego obietnicy i ten z żalem ją spełnia. Widząc smutek u innych, Królik zdaje sprawę ze swego egoizmu i oznajmia Tygrysowi, że woli go brykającego, ale szczęśliwego. Rozradowany Tygrys bryka i wszyscy się dołączają do niego, w tym Królik.

## Obsada głosowa
- Sterling Holloway – Kubuś Puchatek
- Paul Winchell – Tygrys
- Junius Matthews – Królik
- John Fiedler – Prosiaczek
- Dori Whitaker – Maleństwo
- Barbara Luddy – Kangurzyca
- Timothy Turner – Krzyś
- Sebastian Cabot – narrator

## Premiera
Kubuś Puchatek i rozbrykany Tygrys miał premierę 20 grudnia 1974 roku jako krótkometrażowy dodatek do filmu The Island at the Top of the World. Film wydano ponowne jako część pełnometrażowych Przygód Kubusia Puchatka 11 marca 1977 roku.